# Aubrives
Aubrives est une commune française, située dans le département des Ardennes en région Grand Est.

## Géographie

### Situation
Aubrives est un village au bord de la Meuse, quelques kilomètres au sud de Givet.

### Communes limitrophes
| Doische ( Belgique) | Foisches | Ham-sur-Meuse |
| Hierges             | Aubrives | Ham-sur-Meuse |
| Vireux-Wallerand    | Hargnies | Ham-sur-Meuse |

### Hydrographie
La commune est dans le bassin versant de la Meuse au sein du bassin Rhin-Meuse. Elle est drainée par la Meuse, le canal de l'Est Branche-Nord, le ruisseau de Lire, le ruisseau de Thirissart, le ruisseau de Prailes et le ruisseau de Bourifosse,.
La Meuse, d'une longueur de 486 km, est un fleuve européen qui prend sa source en France, dans la commune du Châtelet-sur-Meuse, à 409 mètres d'altitude, et se jette dans la mer du Nord après un cours long d'approximativement 950 kilomètres traversant la France, la Belgique et les Pays-Bas. Elle traverse la commune dans sa partie nordsur une longueur d'environ 4,2 km.
Le canal de l'Est Branche-Nord, d'une longueur de 141 km, est un chenal et un cours d'eau naturel navigable qui relie Givet à Troussey, où il rejoint le canal de la Marne au Rhin. Il se superpose, dans la commune, à la Meuse.

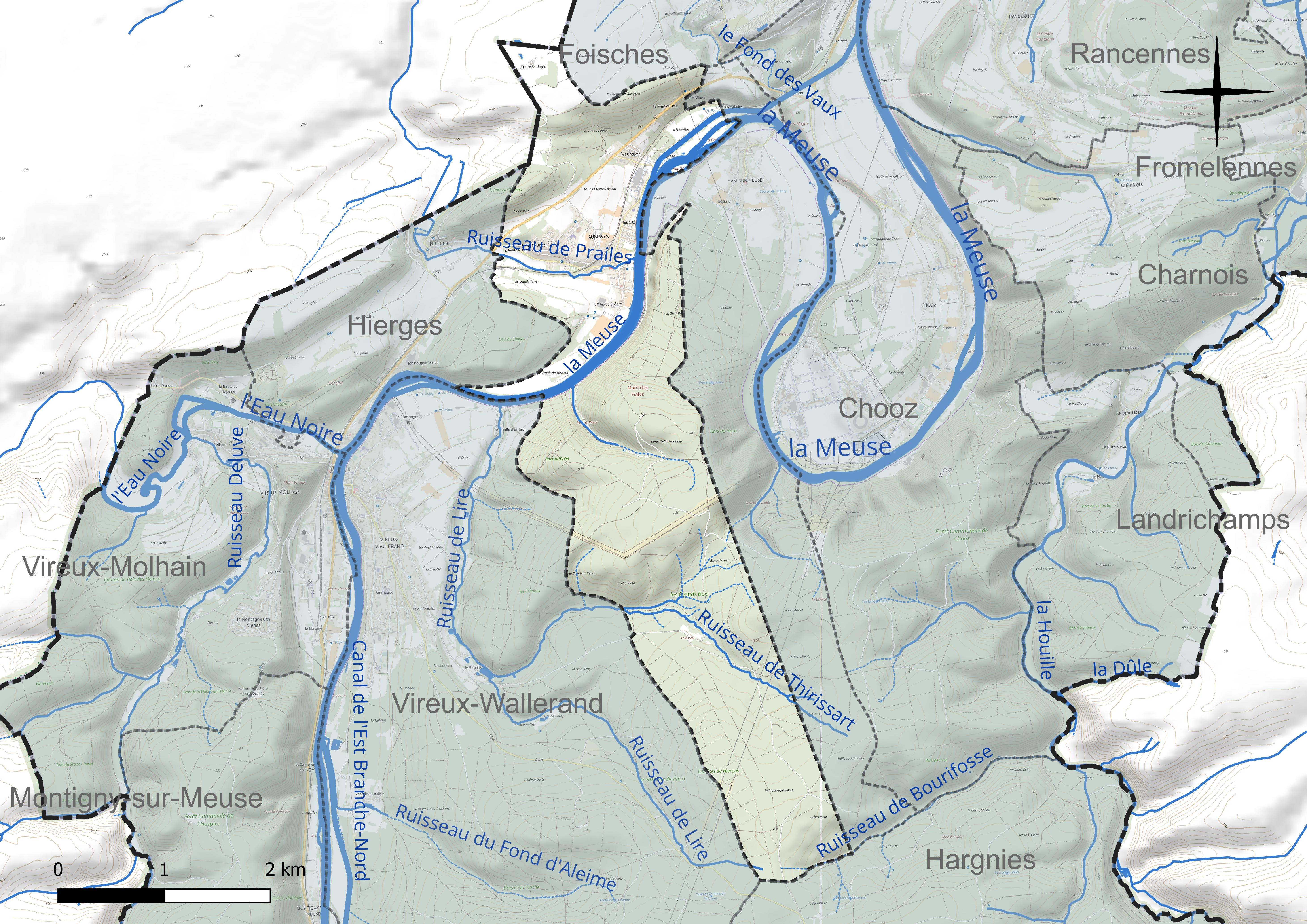
Réseaux hydrographique d'Aubrives.

### Climat
Pour des articles plus généraux, voir Climat du Grand Est et Climat des Ardennes.
En 2010, le climat de la commune est de type climat des marges montargnardes, selon une étude du Centre national de la recherche scientifique s'appuyant sur une série de données couvrant la période 1971-2000. En 2020, Météo-France publie une typologie des climats de la France métropolitaine dans laquelle la commune est exposée à un climat océanique altéré et est dans la région climatique Lorraine, plateau de Langres, Morvan, caractérisée par un hiver rude (1,5 °C), des vents modérés et des brouillards fréquents en automne et hiver.
Pour la période 1971-2000, la température annuelle moyenne est de 10,3 °C, avec une amplitude thermique annuelle de 15,6 °C. Le cumul annuel moyen de précipitations est de 931 mm, avec 13,4 jours de précipitations en janvier et 9,7 jours en juillet. Pour la période 1991-2020, la température moyenne annuelle observée sur la station météorologique de Météo-France la plus proche, « Rocroi », sur la commune de Rocroi à 26 km à vol d'oiseau, est de 9,5 °C et le cumul annuel moyen de précipitations est de 1 210,4 mm. 
La température maximale relevée sur cette station est de 37,6 °C, atteinte le 25 juillet 2019 ; la température minimale est de −14,7 °C, atteinte le 4 février 2012,,.
Les paramètres climatiques de la commune ont été estimés pour le milieu du siècle (2041-2070) selon différents scénarios d'émission de gaz à effet de serre à partir des nouvelles projections climatiques de référence DRIAS-2020. Ils sont consultables sur un site dédié publié par Météo-France en novembre 2022.

## Urbanisme

### Typologie
Au 1er janvier 2024, Aubrives est catégorisée bourg rural, selon la nouvelle grille communale de densité à 7 niveaux définie par l'Insee en 2022.
Elle est située hors unité urbaine. Par ailleurs la commune fait partie de l'aire d'attraction de Givet, dont elle est une commune de la couronne,. Cette aire, qui regroupe 11 communes, est catégorisée dans les aires de moins de 50 000 habitants,.

### Occupation des sols
L'occupation des sols de la commune, telle qu'elle ressort de la base de données européenne d’occupation biophysique des sols Corine Land Cover (CLC), est marquée par l'importance des forêts et milieux semi-naturels (70,8 % en 2018), une proportion sensiblement équivalente à celle de 1990 (70,9 %). La répartition détaillée en 2018 est la suivante : 
forêts (70,8 %), prairies (15,4 %), zones urbanisées (5,6 %), eaux continentales (3,7 %), terres arables (3 %), zones agricoles hétérogènes (1,5 %). L'évolution de l’occupation des sols de la commune et de ses infrastructures peut être observée sur les différentes représentations cartographiques du territoire : la carte de Cassini (XVIIIe siècle), la carte d'état-major (1820-1866) et les cartes ou photos aériennes de l'IGN pour la période actuelle (1950 à aujourd'hui).

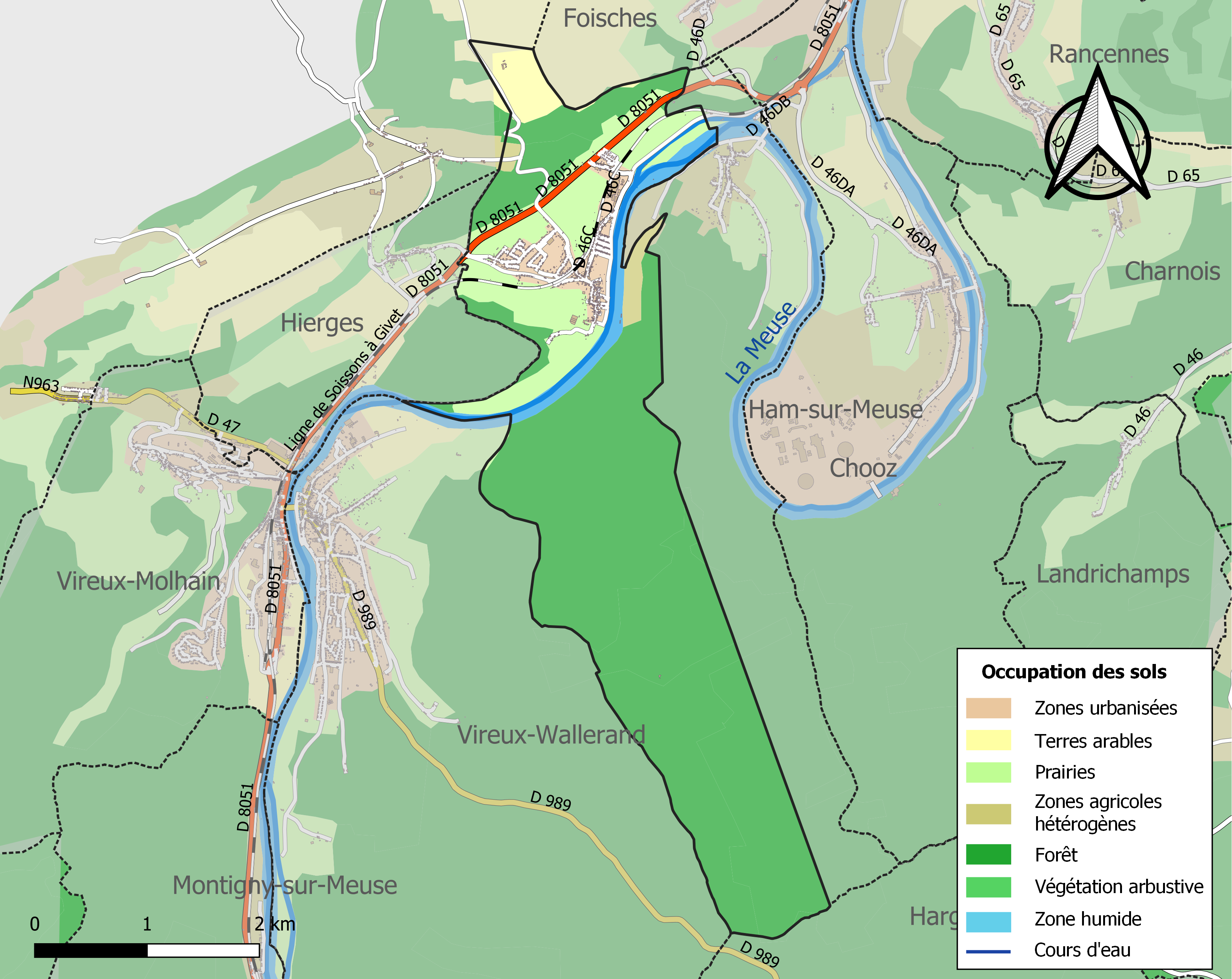
Carte des infrastructures et de l'occupation des sols de la commune en 2018 (CLC).

## Toponymie
Malgré l'absence de formes anciennes pour cet Aubrives, Ernest Nègre compare avec les Auberive(s), tous connus par des formes anciennes médiévales latinisées du type Alba Ripa « Rive Blanche », dont Auberive (Haute-Marne, Alba Ripa 1206) ; Auberives (Isère, Alba Ripa Xe siècle) et Auberives-en-Royans (Isère, Alba Ripa Xe siècle).

## Histoire

### Aubrives avant la Révolution
Aubrives a longtemps fait partie de la baronnie de Hierges comme les villages de Ham-sur-Meuse, Foisches, Doisches, Vaucelles, Gimnée, Niverlée, et Olloy. Le baron de Hierges était avoué de Chooz, qui appartenait à l'abbaye de Stavelot. C'était un pays wallon.
Les seigneurs et barons de Hierges élevaient leurs chevaux à Aubrives.
L'église d'Aubrives est au départ une chapelle, dépendante de la paroisse-mère d'Ham-sur-Meuse. Une confrérie du Saint-Sacrement y est érigée en 1560. Elle est détruite en 1640, pendant un des sièges du fort de Charlemont, puis reconstruite en 1642 aux frais de Jehan d'Aubrebis, ou Auxbrebis, chanoine de Lille issue d'une famille de notables de la vallée.  Le plafond ornementé date de 1707.
Aubrives est située sous la souveraineté des princes-évêques de Liège jusqu'au traité dit des limites, signé le 24 mai 1772 par le roi Louis XV et l'évêque François-Charles de Velbrück. « Le Prince-Évêque de Liège et son Église cèdent et transportent au Royaume et à la Couronne de France la souveraineté des villages d'Hierges, de Han, et d'Auberive-sur-Meuse avec leurs territoires et dépendances, ces trois villages faisant partie de la baronnie de Hierges ».
La prise de possession par le subdélégué de Givet, Gérard de Contamine (1720-1779), date de novembre 1774.
Dès mai 1772, le duc de Bouillon, Godefroy de La Tour d'Auvergne (1728-1792), proteste contre ce traité qui cède au roi la souveraineté de la baronnie de Hierges, qu’il prétendait posséder : mais il n'obtient pas gain de cause. Certaines coutumes liégeoises sont cependant observées jusqu’à la Révolution. Après le rattachement à la France, Aubrives appartient, comme toute la subdélégation de Givet, à la généralité de Valenciennes et précisément au bailliage d’Avesnes.

### Aubrives sous la Révolution et l'Empire
Sous le Consulat puis sous le Premier Empire, Aubrives, qui n’avait que 204 habitants, tirait le plus gros de ses revenus de la forêt : sur les 1 826 francs des recettes de 1804, 1600 provenaient de la vente du bois communal. Les dépenses étaient nettement plus variées, et l’église Saint-Maurice en constituait à elle seule près de la moitié : l’ameublement pour 80 francs germinal, le logement du curé pour 60 francs, son traitement pour 300 francs. On peut les comparer avec les salaires du piéton, ou facteur communal (9 francs), du ramoneur (13 f 50), du greffier Joseph Waslet (24 francs), et même de l’instituteur (36 francs).
Le conseil municipal comprend en 1804 le maire, Jean Guilmin, nommé par le baron Frain, préfet des Ardennes depuis 1800, ainsi que JJ Joris, François Dinant, Piron, Nicolas Bourland, Lambert et Antoine Waslet. Si le maire reste en place en 1804, les conseillers sont en 1809 Joseph Dricot, Druot, Lambert et Nicolas Bourlard.
D'autre part, en février 1804, le budget est excédentaire de 760 francs environ (sur 1 826 francs de recettes), alors qu’en 1809 on trouve un déficit de 697 euros (sur seulement 732 francs). Cette diminution des revenus communaux est due à la perte des ventes de bois de la commune à la suite du règlement d'un reliquat de dettes de l'Ancien régime.

### Révolutions politiques et industrielles
Une activité artisanale et industrielle se développe sur cette commune. La terre est utilisée pour la fabrication de poteries et de pipes. Des carrières de pierre sont exploitées. Une houblonnière crée des emplois. Mais surtout, à partir de 1858, une activité sidérurgique s'y développe.

### Aubrives pendant la Première Guerre mondiale
Aubrives a été occupée par les Allemands dès le premier mois du conflit, à la suite de la défaite de Charleroi, le 25 août 1914. Elle fut d’abord située dans la zone d’étapes, intermédiaire entre le front et l’intérieur. La commune a d’abord connu une période difficile avec des réquisitions, des prises d’otages, et des restrictions drastiques de circulation et de commerce : au début de l’hiver, la famine menaçait.
Heureusement, en janvier 1915, le canton de Givet, auquel appartient Aubrives, fut rattaché avec celui de Fumay à la Belgique, sous une administration un peu plus clémente, et la commune bénéficia du ravitaillement américain et du commerce avec le sud de la Belgique. L’Ardennais de Paris, le journal hebdomadaire de la Fraternelle ardennaise, association responsable des réfugiés du département, publie par exemple ces deux courtes notices :

« Aubrives. Nouvelles reçues par la Hollande à la date du 13 décembre. Nous allons bien et ne sommes pas très malheureux. Aubrives, jusqu’ici, a été épargné et, sauf quelques réquisitions, nous sommes tranquilles.
Aubrives.
On nous informe que la vie à Aubrives est assez tranquille. Le ravitaillement se fait normalement. Le directeur de l’usine et le fondé de pouvoir ont été arrêtés en octobre dernier, par suite du refus du personnel de travailler pour l’ennemi qui s’était emparé de l’usine. »

C’est  l’usine métallurgique de la SAV (Société d’Aubrives et de Villerupt) qui intéressait au premier chef les Allemands. Le directeur et maire de la commune était alors Edmond Bertin, qui sut négocier avec les autorités pour éviter à sa commune les réquisitions et le logement de troupes. Mais en 1916 la situation se durcit, Bertin refusa de remettre l’usine en marche et les Allemands l’occupèrent en juillet pour en assurer eux-mêmes l’encadrement. Surgirent alors sur les murs des affiches du genre de celle-ci, parue en juillet 1916 : 

« Le sergent Schlenck accepte pour l'usine d'Aubrives encore quelques ouvriers. Les conditions sont les mêmes qu'avant la guerre »

Mais les ouvriers refusèrent ces offres, obligeant la Kommandantur à prendre des mesures rigoureuses : Bertin et son adjoint Masson furent enfermés à la forteresse de Namur pendant trois mois.
Sans nouvelles des soldats et des réfugiés, les Aubrivois durent loger également en 1917 300 évacués venus de la région de Lens et dépourvus de tout. En 1918, le village rentra pour quelques mois dans la zone d’étapes, et la situation redevint critique. Heureusement, l’occupant n’eut pas le temps de détruire l’usine, ni de réaliser l’évacuation prévue de Vireux-Wallerand à la fin d’octobre, une partie des habitants devant être relogés à Aubrives. Ils partirent enfin le 14 novembre 1918, et l’arrivée des troupes françaises eut lieu le 20.
En 1919, un nouveau curé fut affecté à la paroisse, où il resta vingt ans. C'était l’abbé Paubon, l’ancien desservant de Fépin, qui avait servi les Alliés au sein de La Dame blanche (réseau de renseignements), dirigé de Liège - plus précisément au sein du peloton 49 de Thérèse de Radigués : il était chargé de repérer le trafic ferroviaire allemand sur la ligne Charleville - Givet, ce qui permettait d'établir la liste des unités engagées sur le front de Champagne.

## Politique et administration

### Liste des maires
| Période                                  | Période                   | Identité                                      | Étiquette | Qualité                       |
| ---------------------------------------- | ------------------------- | --------------------------------------------- | --------- | ----------------------------- |
| Les données manquantes sont à compléter. |                           |                                               |           |                               |
|                                          | 1876                      | Aubrebis                                      |           |                               |
| 1877                                     |                           | Bourlon                                       |           |                               |
|                                          |                           | Jeanine Lambeau                               |           |                               |
| 1985                                     | 1989                      | René Dell'Avanza                              |           |                               |
| mars 1989                                | juin 1995                 | Alain Vandevelde                              | UDF       |                               |
| juin 1995                                | mars 2008                 | Alain Paquier                                 | DVG       |                               |
| mars 2008                                | mars 2014                 | Gilbert Leclercq                              |           |                               |
| mars 2014                                | En cours (au 26 mai 2020) | Fabien Prignon Réélu pour le mandat 2020-2026 |           | Cadre de la fonction publique |

Aubrives a adhéré à la charte du parc naturel régional des Ardennes, à sa création en décembre 2011.
En 2017, la commune d'Aubrives a voté majoritairement pour Jean-Luc Mélenchon a 28,79% des suffrages exprimés (154 voix), devant Marine Le Pen avec 27,48% des suffrages exprimés (147 voix) et Emmanuel Macron avec 14,77% des suffrages exprimés (79 voix).

## Population et société

### Démographie
L'évolution du nombre d'habitants est connue à travers les recensements de la population effectués dans la commune depuis 1793. Pour les communes de moins de 10 000 habitants, une enquête de recensement portant sur toute la population est réalisée tous les cinq ans, les populations de référence des années intermédiaires étant quant à elles estimées par interpolation ou extrapolation. Pour la commune, le premier recensement exhaustif entrant dans le cadre du nouveau dispositif a été réalisé en 2004.

En 2022, la commune comptait 984 habitants, en évolution de +12,59 % par rapport à 2016 (Ardennes : −2,97 %, France hors Mayotte : +2,11 %).
| 1793 | 1800 | 1806 | 1821 | 1831 | 1836 | 1841 | 1846 | 1851 |
| ---- | ---- | ---- | ---- | ---- | ---- | ---- | ---- | ---- |
| 211  | 152  | 233  | 249  | 252  | 245  | 257  | 252  | 297  |

| 1866 | 1872 | 1876 | 1881 | 1886 | 1891 | 1896 | 1901 | 1906 |
| ---- | ---- | ---- | ---- | ---- | ---- | ---- | ---- | ---- |
| 380  | 389  | 460  | 528  | 572  | 520  | 467  | 494  | 580  |

| 1911 | 1921 | 1926 | 1931 | 1936 | 1946 | 1954  | 1962  | 1968  |
| ---- | ---- | ---- | ---- | ---- | ---- | ----- | ----- | ----- |
| 615  | 621  | 820  | 922  | 754  | 777  | 1 019 | 1 161 | 1 021 |

| 1975  | 1982  | 1990  | 1999  | 2004 | 2006 | 2009 | 2014 | 2019 |
| ----- | ----- | ----- | ----- | ---- | ---- | ---- | ---- | ---- |
| 1 104 | 1 022 | 1 139 | 1 026 | 956  | 928  | 879  | 871  | 982  |

| 2022 | - | - | - | - | - | - | - | - |
| ---- | - | - | - | - | - | - | - | - |
| 984  | - | - | - | - | - | - | - | - |

### Langue locale
Aubrives fait partie du domaine wallon de France. Le lexicographe Jules Waslet (wa), qui a consacré un ouvrage au dialecte de la région de Givet, considère que le wallon d'Aubrives appartient à un ensemble qu'il appelle le sous-dialecte givetois d'oyi, d'après la manière d’exprimer l’adverbe d’affirmation oui dans certaines localités. Waslet précise toutefois que c'est l'adverbe ayi qui est usité à Aubrives.

### Enseignement
Un pôle scolaire, construit en 2015 et 2016, regroupe les salles d'accueil des petits, les salles scolaires du CP au CM2, l'accueil périscolaire, une bibliothèque et la cantine. Ce pôle s'adresse aussi aux écoliers de communes voisines : Foisches, Hierges et Ham-sur-Meuse,.

### Vie locale
Une salle des fêtes d'Aubrives a été construite en 1909 par le directeur de la Société d’Aubrives et Villerupt, Edmond Bertin, né en 1864 et responsable de l'usine de 1909 à 1935. Un nouveau projet de salle polyvalente culturelle et sportive a été réalisé dans les années 2010. C'est un espace polyvalent à vocation culturelle et sportive, disponible notamment pour les associations et pour les festivités des habitants.
Plusieurs associations aubrivoises contribuent à animer la commune, dont :
- L'Arabesque pour la danse, créée en 1983 et qui organise un gala annuel.
- Florilège pour le théâtre, créé en 1989 et qui organise un spectacle annuel.

## Économie
Aubrives a été un lieu d'exploitation de carrières de pierres. Des extractions de terre étaient également effectuées pour la fabrication de poterie mais aussi de pipe, avant la concurrence de la pipe en bois et de la cigarette. Mais l'activité qui a été particulièrement importante et qui explique en bonne partie la croissance de la population au XIXe siècle et XXe siècle est l'usine métallurgique lancée en 1858, qui s'est appelée (au moment de son expansion la plus forte) la société métallurgique d'Aubrives-Villerupt (elle était couplée avec une entreprise située à Villerupt en Meurthe-et-Moselle) et qui a employé jusqu'à 800 personnes (dans l'entre-deux-guerres),.

## Culture locale et patrimoine

### Lieux et monuments
On peut voir le long de la Meuse plusieurs sculptures de Georges-Armand Favaudon.
- Église Saint-Maurice d'Aubrives.

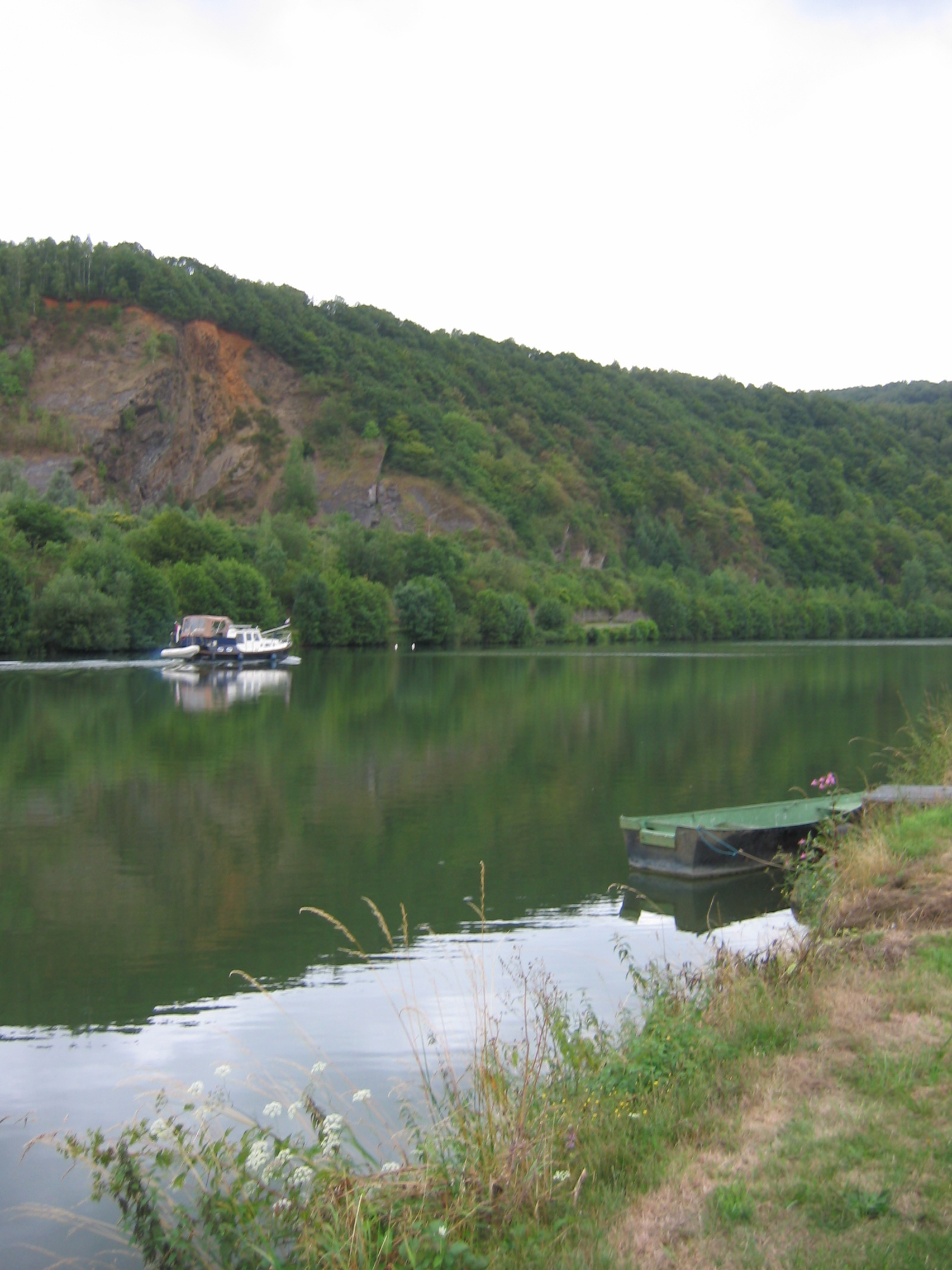
Bords de Meuse.
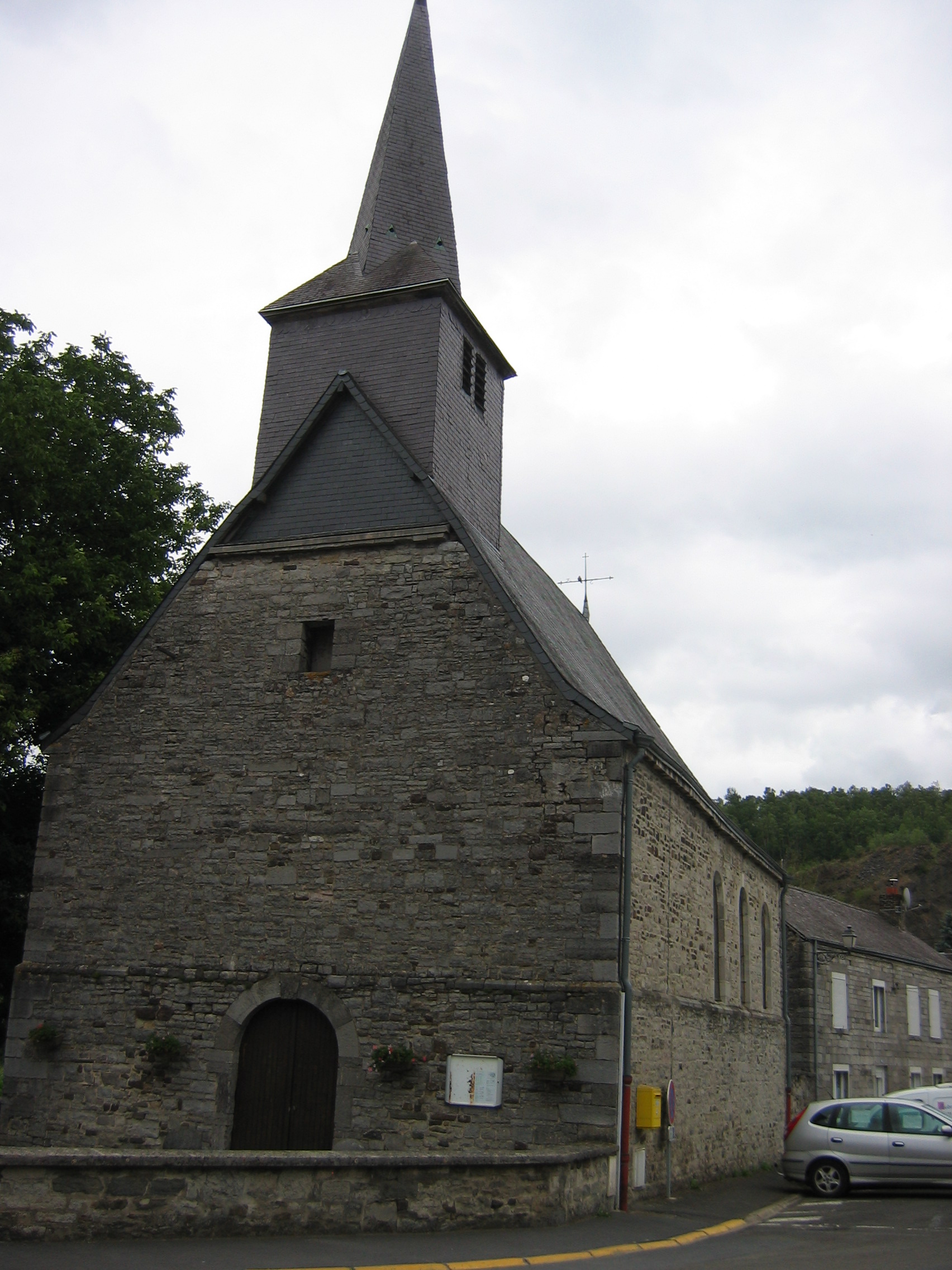
Église.
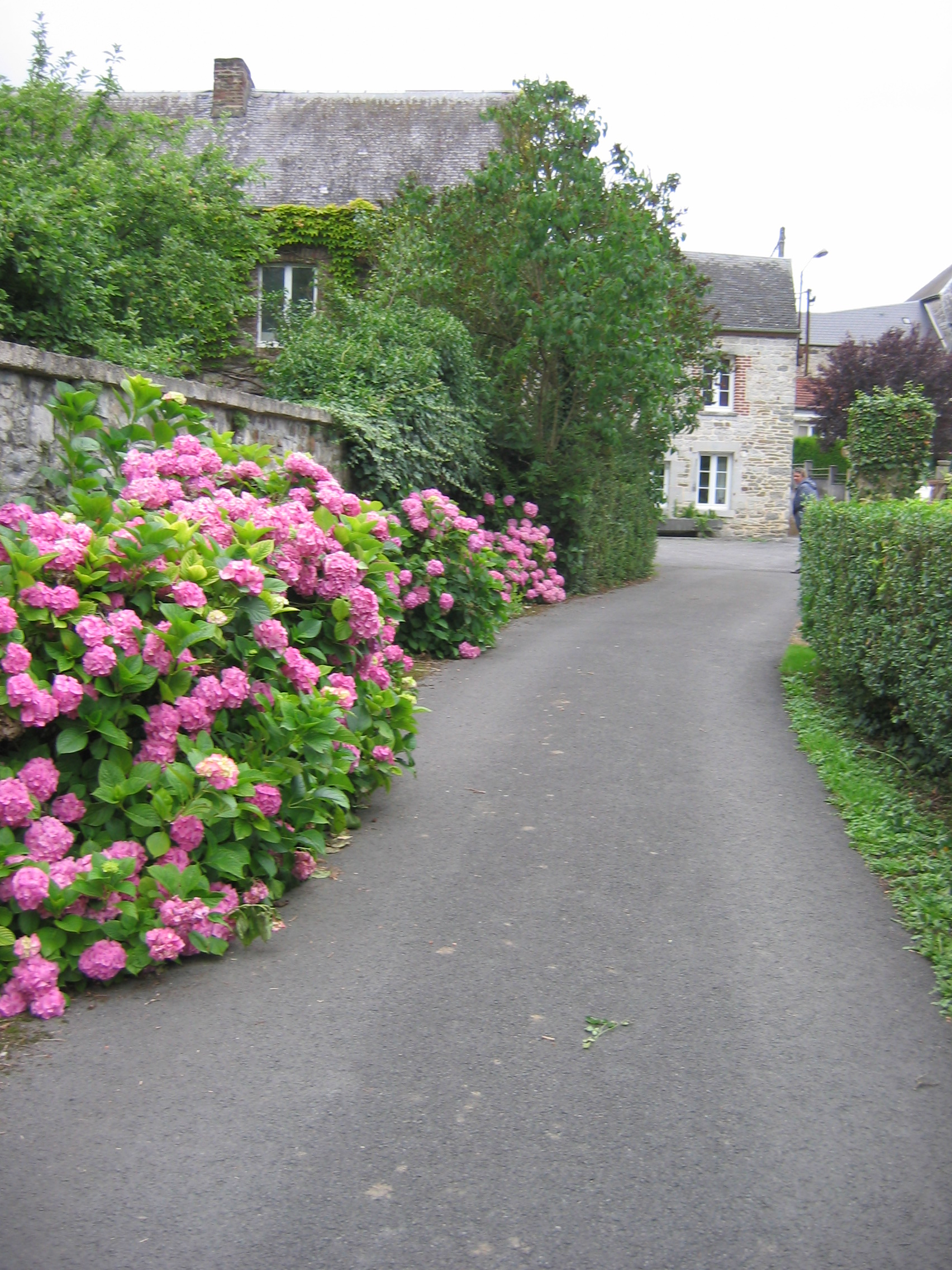
Une petite rue.
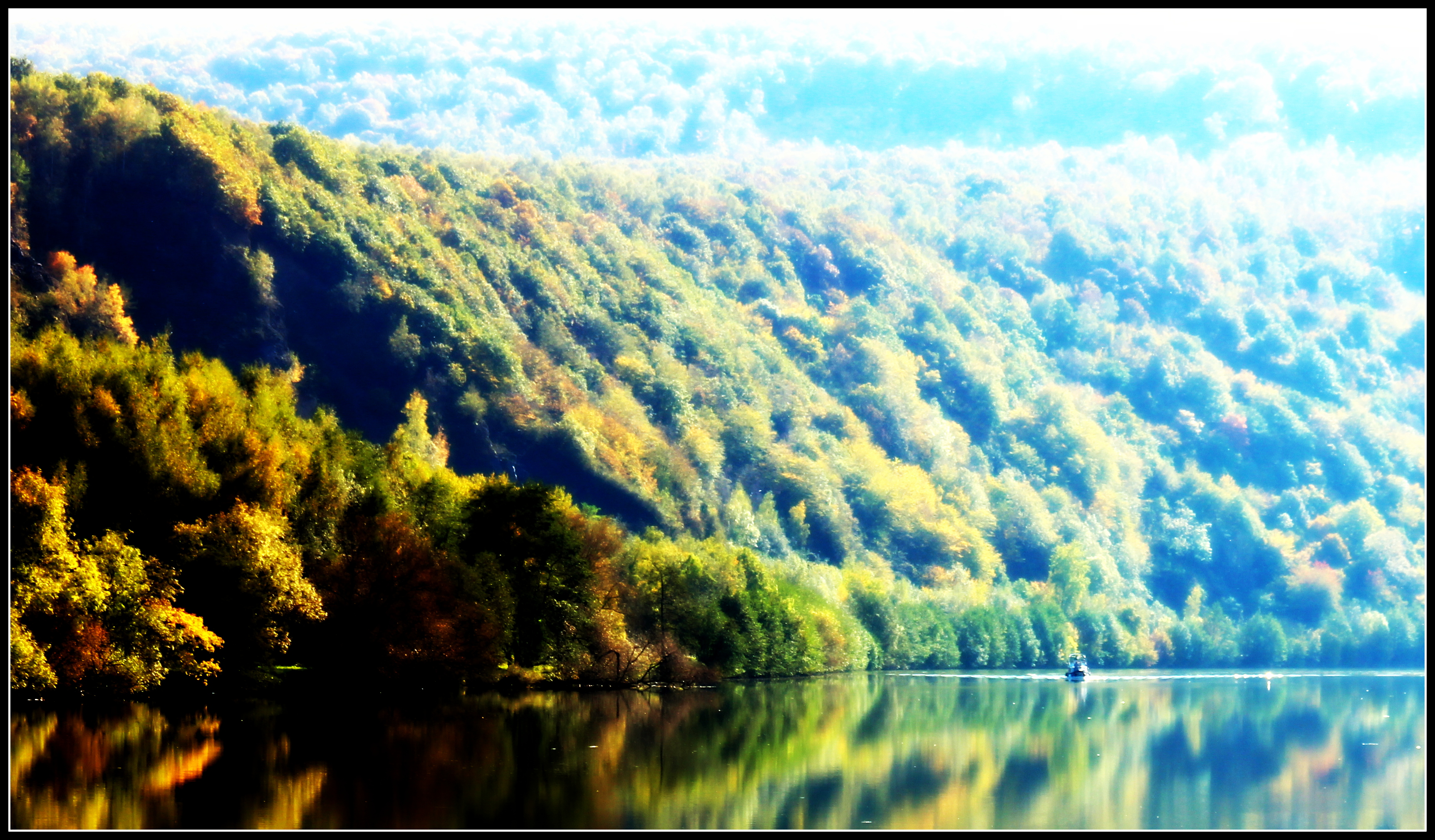
Meuse en aval d'Aubrives.

### Personnalités liées à la commune
- Georges-Armand Favaudon (1921 à Chagny (Saône-et-Loire) - 2008). Ce peintre et sculpteur aubrivois, fils de berger et autodidacte, a exposé avec les plus grands, dont Pablo Picasso et Alfred Manessier. Il avait appris son art lorsqu'il servait dans les Forces françaises libres du général de Gaulle, en fréquentant pendant les escales la nouvelle école américaine de Jackson Pollock à New York et à Philadelphie. Sur ses 1200 compositions, 600 sont situées dans les Ardennes, comme la fresque des scailleteux à Fumay, une autre fresque de 300 mètres de long à Chooz, et les Vierges du bord de Meuse à Aubrives. Il s'agit de dix grandes pierres levées représentant des femmes celtes, en bordure du chemin de halage[46]. La commune lui doit aussi les vitraux de l'église Saint-Maurice. Favaudon est mort en 2008 à Aubrives, où il avait pris sa retraite de chef de gare et où il avait établi son atelier. Il avait été adjoint au maire sous le mandat d'Alain Vandevelde, et avait eu à cœur de développer la vie culturelle dans la commune[47],[48],[49].
- Albert Paubon (1864 - 1949). Né à La Neuvillette à côté de Reims, il est curé à Fépin, pendant la Première Guerre mondiale et appartient au réseau de renseignement des Anglais et de Résistance La Dame blanche (réseau de renseignements). Moins d'un an après la fin de la guerre, le premier octobre 1919, il est affecté à Aubrives, et y officie pendant tout l'entre-deux-guerres, jusque sa mise en retraite en 1939. Il part alors pour une maison de retraite pour prêtres à Gargenville (Seine-et-Oise) où il décédera en 1949. Honoré de plusieurs décorations anglaises, il a reçu aussi la Croix de guerre 1914-1918 française et a été fait chevalier de la Légion d'honneur le 31 août 1937[28],[50].
- Jean Baptiste Preyat. Artiste peintre né le 18 juin 1821 à Aubrives. Il fut l'élève de Michel Martin Drolling[51].

### Héraldique
| Blason de Aubrives | Blason  | Taillé : au 1er d’azur au soleil d’or mouvant du canton dextre, au 2e de sinople aux deux agneaux d’argent rangés en barre, au bâton d’or en barre brochant sur la partition, le tout posé sur une champagne ondée de sinople, à la divise ondée d’argent brochant sur le trait de la champagne. |
| Blason de Aubrives | Détails | Le statut officiel du blason reste à déterminer. |

## Pour approfondir